# Atthis
Az Atthis  a madarak osztályának sarlósfecske-alakúak (Apodiformes)  rendjébe és a kolibrifélék (Trochilidae) családjába tartozó nem. Besorolásuk vitatott egyes szervezetek a Selasphorus nembe sorolják ezt a két fajt is.

## Rendszerezésük
A nemet Heinrich Gustav Reichenbach írta le 1854-ben, az alábbi 2 faj tartozik ide:
- poszméhkolibri (Atthis heloisa vagy Selasphorus heloisa)
- Elliot-kolibri (Atthis ellioti vagy Selasphorus ellioti)

## Előfordulásuk
Az Amerikai Egyesült Államok déli részén, Mexikóban és Közép-Amerikában honosak. A természetes élőhelyük szubtrópusi vagy trópusi hegyi esőerdők. Állandó, nem vonuló fajok.

## Megjelenésük
Testhosszuk 6,5–7,5  centiméter, testtömegük 2-2,7 gramm közötti.

## Életmódjuk
Nektárral táplálkoznak.